# Lajtasomorja
Lajtasomorja (németül Sommerein) osztrák mezőváros Alsó-Ausztria Bruck an der Leitha-i járásában. 2022 januárjában 2162 lakosa volt. 

## Elhelyezkedése

Lajtasomorja a Bruck an der Leitha-i járásban

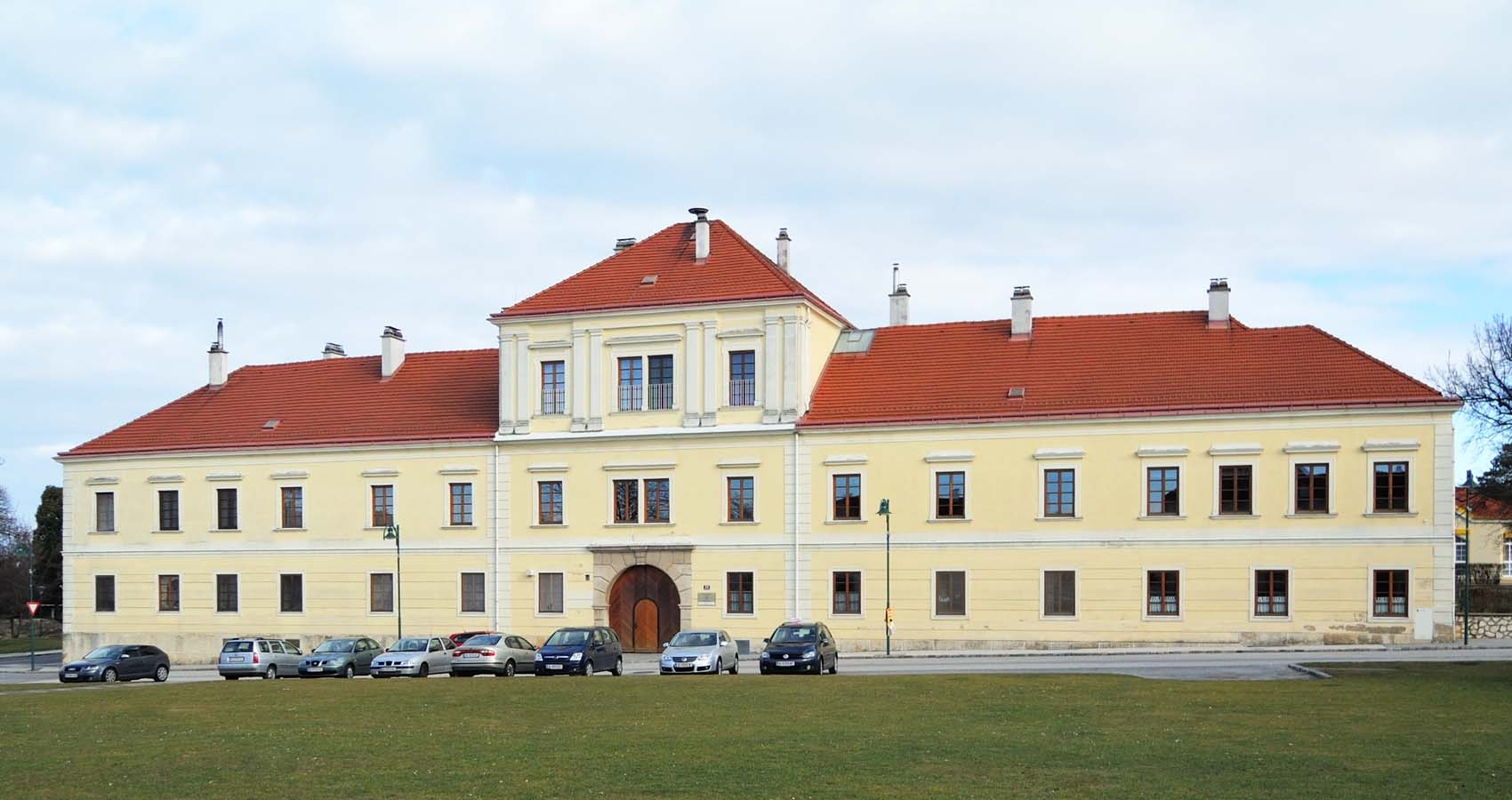
A lajtasomorjai kastély

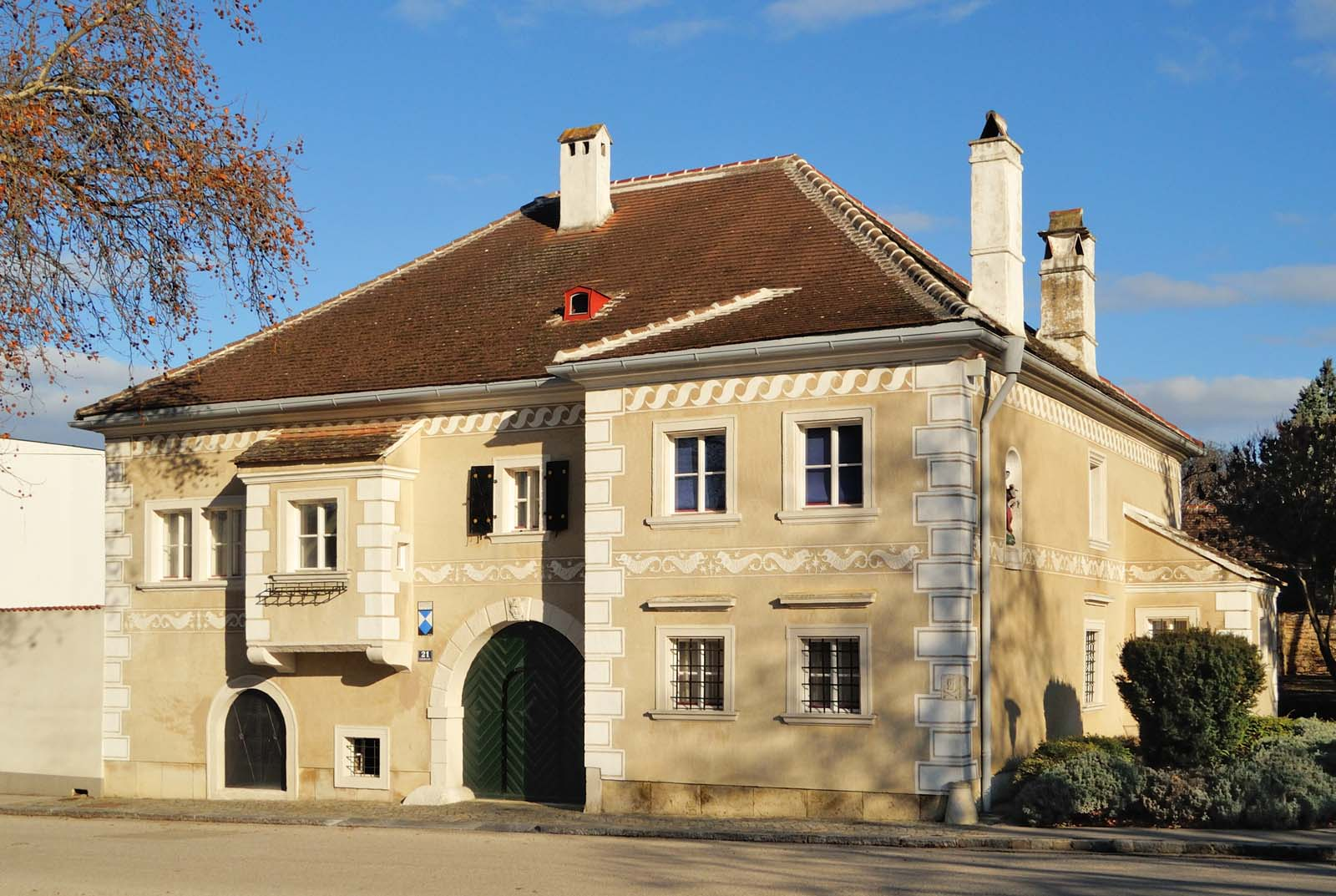
A Hampel-Haus

Lajtasomorja a tartomány Industrieviertel régiójában fekszik, a Lajta-hegység északi lejtőin. Északi határát a Lajta folyó alkotja. Legmagasabb pontja a Großer Berg (416 m). Területének 36,2%-a erdő, 54,4% áll mezőgazdasági művelés alatt. Az önkormányzathoz egyetlen település és katasztrális község tartozik. 
A környező önkormányzatok: nyugatra Mannersdorf am Leithagebirge, északnyugatra Götzendorf an der Leitha, északra Trautmannsdorf an der Leitha, északkeletre Bruck an der Leitha, keletre Királyhida, délkeletre Fertőszéleskút, délre Feketeváros (utóbbi három Burgenlandban).

## Története
A mezőváros területén a régészek egy 7400 éves, újkőkori gyermeksírt találtak. A vaskorból a kelta La Tène-kultúra gödörházait és hosszúházait tárták fel.
A falu kezdetben Ausztriáé volt, majd 1399-ben, Zsigmond császár és magyar király idején Magyarországhoz került, ahol a Moson vármegyei sárfenéki uradalomhoz tartozott. 1517-ben Miksa császár visszacsatolta Ausztriához. Bécs első, 1529-es török ostroma idején a falu 260 lakóját megölték, 116-ot pedig elhurcoltak rabszolgának. Az újratelepített falunak 1565-ben elkészült a temploma. 1665-től császárnéi birtok. 1679-ben a lakosság harmadát elvitte a pestis; négy évvel később, Bécs második török ostromakor a járványt túlélők közül 280-at lemészároltak, a többieket elhurcolták, közülük csak egy tért vissza. Sommereint horvátokkal telepítették újra.  
1700-ban felépült a barokk stílusú sommereini kastély. 1707-ben Rákóczi kurucai kifosztották a települést és négy házat felgyújtottak. 1736-ban az egész falut tűzvész pusztította el. 1745-ben Mária Terézia császárnő megvásárolta a kastélyt és egy ideiglenesen itt is lakott. 
1830-ban mintegy 1400 lakost számláltak össze, valamint 438 lovat, 464 tehenet, 843 juhot; ekkor 13 kőbánya működött Sommerein határában. 1836-ban 24-en váltak az első kolerajárvány áldozatává. 1853-ban újabb tűzvészben 64 ház égett le.  
Az első világháborúban 47 sommereini katona esett el. A második világháborúban a falut elkezdték kitelepíteni, mert területén katonai gyakorlóteret akartak létesíteni. A háború előrehaladtával a kitelepítést leállították és 630 sommereini az otthonában maradhatott. Helyzetének végleges rendezésére, a földek újraosztására csak a szövetséges megszállás után, 1960-ban kerülhetett sor. 

## Lakosság
A lajtasomorjai önkormányzat területén 2022 januárjában 2162 fő élt. A lakosságszám 1951 óta gyarapodó tendenciát mutat. 2020-ban az ittlakók 92,8%-a volt osztrák állampolgár; a külföldiek közül 1,2% a régi (2004 előtti), 3,8% az új EU-tagállamokból érkezett. 1,2% az egykori Jugoszlávia (Szlovénia és Horvátország nélkül) vagy Törökország, 1% egyéb országok polgára volt. 2001-ben a lakosok 78%-a római katolikusnak, 8,1% evangélikusnak, 1,5% mohamedánnak, 10,1% pedig felekezeten kívülinek vallotta magát. Ugyanekkor 12 magyar élt a mezővárosban; a legnagyobb nemzetiségi csoportot a németek (95,9%) mellett a törökök (1,1%) alkották.
A népesség változása:

| 2016 | 1 967 |
| 2018 | 1 947 |

## Látnivalók

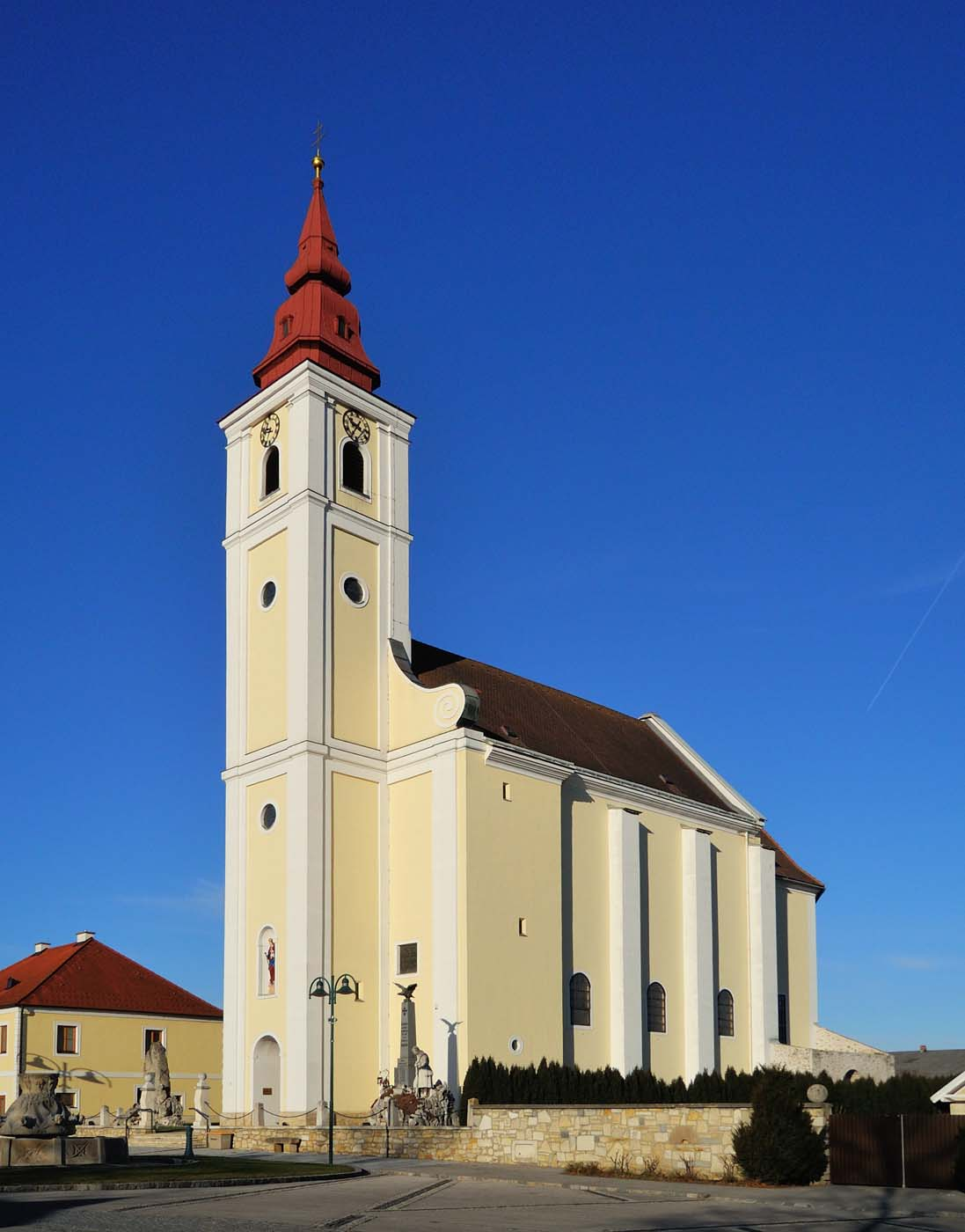
A Mária mennybevétele-plébániatemplom

- a Mária mennybevétele-plébániatemplom
- a lajtasomorjai kastély
- a Maria Biljan-Bilger-galéria
- a 16. századi Hampel-Haus

## Fordítás
- Ez a szócikk részben vagy egészben  a   Sommerein című német Wikipédia-szócikk ezen változatának fordításán alapul.  Az eredeti cikk szerkesztőit annak laptörténete sorolja fel. Ez a jelzés csupán a megfogalmazás eredetét és a szerzői jogokat jelzi, nem szolgál a cikkben szereplő információk forrásmegjelöléseként.